# Arrondissement Le Vigan
Le Vigan is een arrondissement van het Franse departement Gard in de regio Occitanie. De onderprefectuur is Le Vigan.

## Kantons
Het arrondissement was tot 2014 samengesteld uit de volgende kantons:
- kanton Alzon
- kanton Lasalle
- kanton Quissac
- kanton Saint-André-de-Valborgne
- kanton Saint-Hippolyte-du-Fort
- kanton Sauve
- kanton Sumène
- kanton Trèves
- kanton Valleraugue
- kanton Le Vigan

Na de herindeling van de kantons bij decreet van 24 februari 2014, met uitwerking op 22 maart 2015, zijn dat:
- kanton Calvisson  (deel: 1/28)
- kanton La Grand-Combe  (deel: 4/28)
- kanton Quissac  (deel: 24/44)
- kanton Le Vigan